# تاکه‌کوشی یوسابورو
تاکه‌کوشی یوسابورو (انگلیسی: Takekoshi Yosaburō؛ ۲۲ نوامبر ۱۸۶۵ – ۱۲ ژانویهٔ ۱۹۵۰) مورخ، و سیاستمدار اهل ژاپن بود. او از دانشگاه کیئو فارغ التحصیل شده بود.